# Guy Tunmer
Guy Tunmer (ur. 1 grudnia 1948 w Ficksburgu, zm. 22 czerwca 1999 w Johannesburgu) – południowoafrykański kierowca wyścigowy. Wystąpił on w jednym wyścigu Formuły 1 – Grand Prix Południowej Afryki w 1975, awansując z 25. pozycji na starcie na 11. miejsce na mecie (ze stratą dwóch okrążeń do zwycięzcy. Później występował w Formule Atlantic, zmarł w 1999 w wypadku motocyklowym.